# Église Saint-Alyre de Saint-Alyre-ès-Montagne
L'église Saint-Alyre est une église catholique située à Saint-Alyre-ès-Montagne, en France.

## Localisation
L'église est située dans le département français du Puy-de-Dôme, sur la commune de Saint-Alyre-ès-Montagne.

## Historique
L'église est sous le vocable de saint Alyre, quatrième évêque de Clermont selon la tradition.
L'édifice est classé au titre des monuments historiques en 1986.